# Felix Week
Felix Week (Anderlecht, 6 januari 1929 – 2 juni 2000) was een Belgische voetballer en trainer.

## Spelerscarrière
Felix Week werd geboren op 6 januari 1929. Op jonge leeftijd sloot hij zich aan bij de plaatselijke voetbalclub SC Anderlechtois. Als doelman werkte hij zich snel op naar het eerste elftal, waarin hij de doublure werd van Henri Meert. Week stond in doel tijdens de eerste vier Europese duels uit de clubgeschiedenis van Anderlecht tegen Vörös Lobogó SE en Manchester United. Tijdens de terugwedstrijd tegen Manchester United in de Europacup I 1956/57 ging Anderlecht met 10-0 de boot in. Eind jaren 50 werden zowel Meert als Week voorbijgestoken door de jonge Jean Trappeniers.
Week werd zes keer landskampioen met Anderlecht (1950, 1951, 1954, 1955, 1956 en 1959). Na zijn loopbaan als voetballer opende hij een café en ging hij aan de slag als trainer.

## Trainerscarrière
Week was tot 1968 actief als hoofdcoach van het Brusselse Union Sint-Gillis. In 1969 werd hij trainer bij Racing White. De resultaten van de ploeg gingen steeds in stijgende lijn: in 1970 eindigde de ploeg op de achtste plaats, in 1971 op de vijfde plaats en in 1972 op de vierde plaats in de eindrangschikking, een plaats die recht gaf op deelname aan de UEFA Cup. In 1973 fusioneerde Racing White met Daring Club de Bruxelles en ging voortaan door het leven als RWDM. Zo werd Week de eerste trainer van de nieuwe Brusselse club. Dat jaar won een van de sleutelpionnen in het systeem van Week ook de Gouden Schoen: Maurice Martens. Onder het gezag van Week, die als coach vooral opviel door zijn stilzwijgen, werd RWDM een van de succesvolste clubs uit België. In 1975 won RWDM haar eerste en laatste landstitel en werd middenvelder Johan Boskamp met de Gouden Schoen beloond. Week bleef uiteindelijk nog één seizoen bij RWDM om alvorens vervangen te worden door Piet de Visser.
Nadien ging hij aan de slag als opvolger van Jean-Paul Colonval bij Sporting Charleroi. In 1978 bereikte Charleroi de finale van de Beker van België. Maar Week en zijn team verloren met 2-0 van SK Beveren. Wat later werd hij vervangen door Jean Piccinin.
Begin juni 2000 overleed Felix Week.